# Bremen, Georgia
Bremen är en stad (city) i Carroll County, och  Haralson County, i delstaten Georgia, USA. Enligt United States Census Bureau har staden en folkmängd på 6 192 invånare (2011) och en landarea på 27,2 km².